# Oberea euphorbiae
Oberea euphorbiae är en skalbaggsart som först beskrevs av Ernst Friedrich Germar 1813.  Oberea euphorbiae ingår i släktet Oberea och familjen långhorningar.
Artens utbredningsområde är:
- Kazakstan.
- Ukraina.

Inga underarter finns listade i Catalogue of Life.

## Bildgalleri

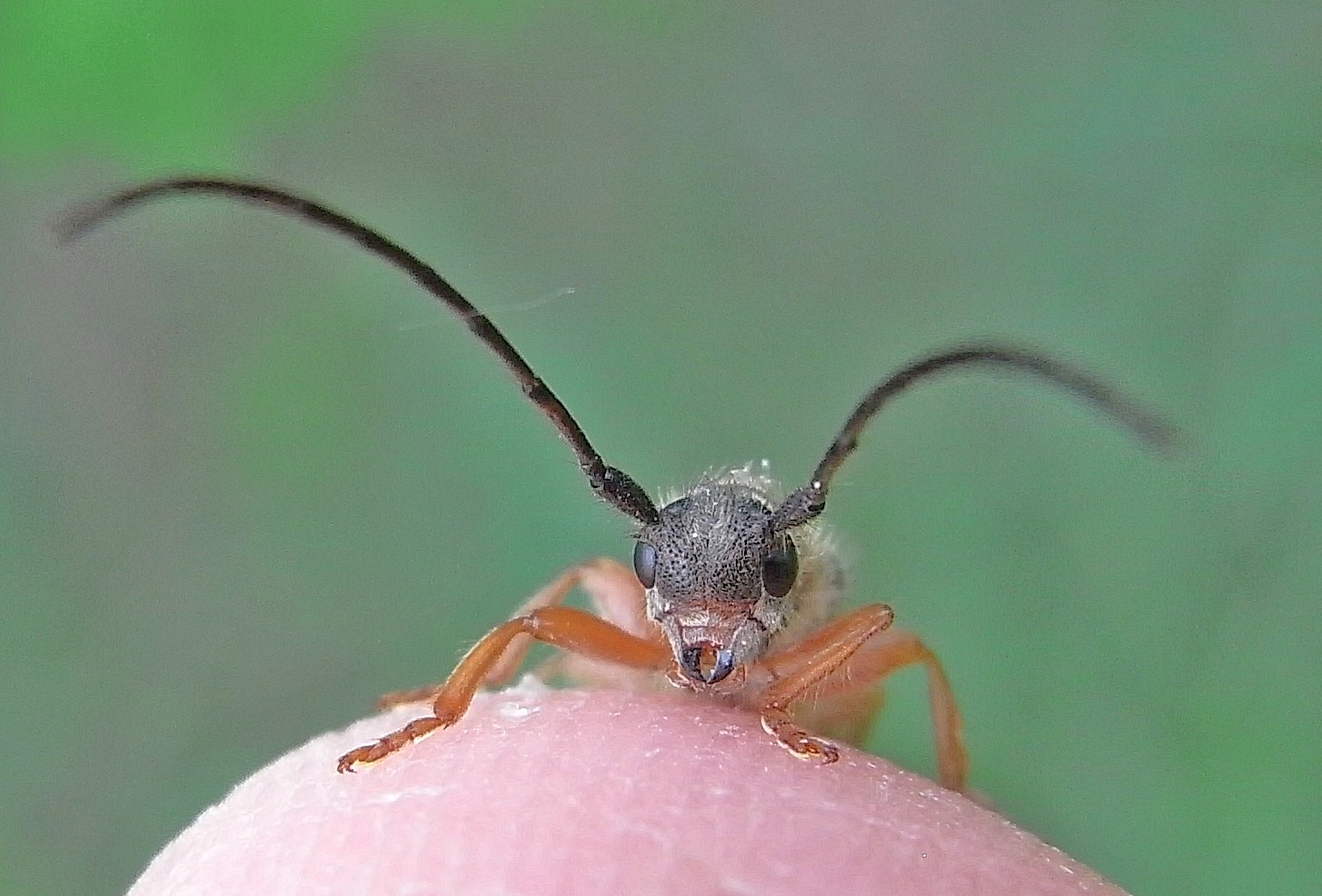
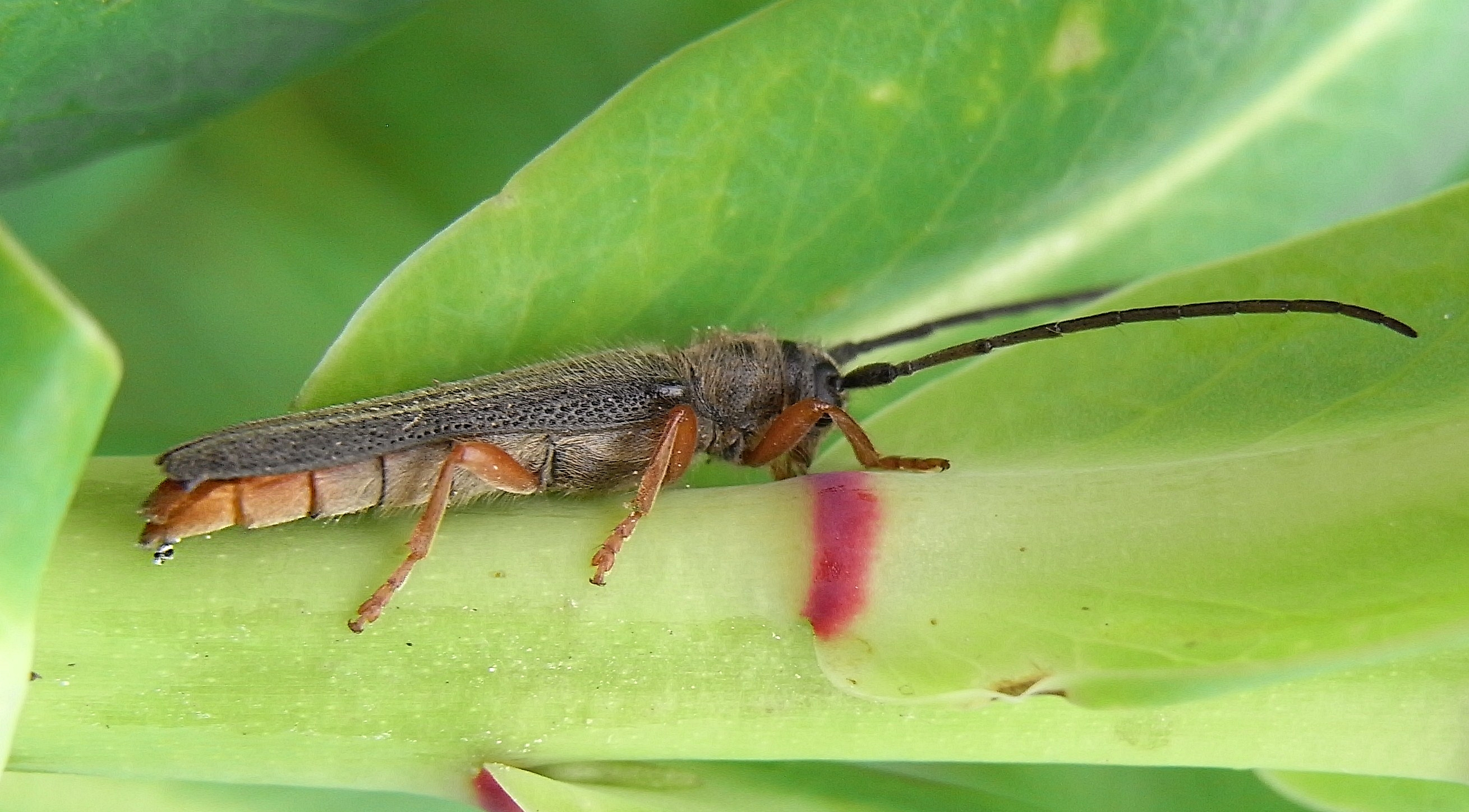
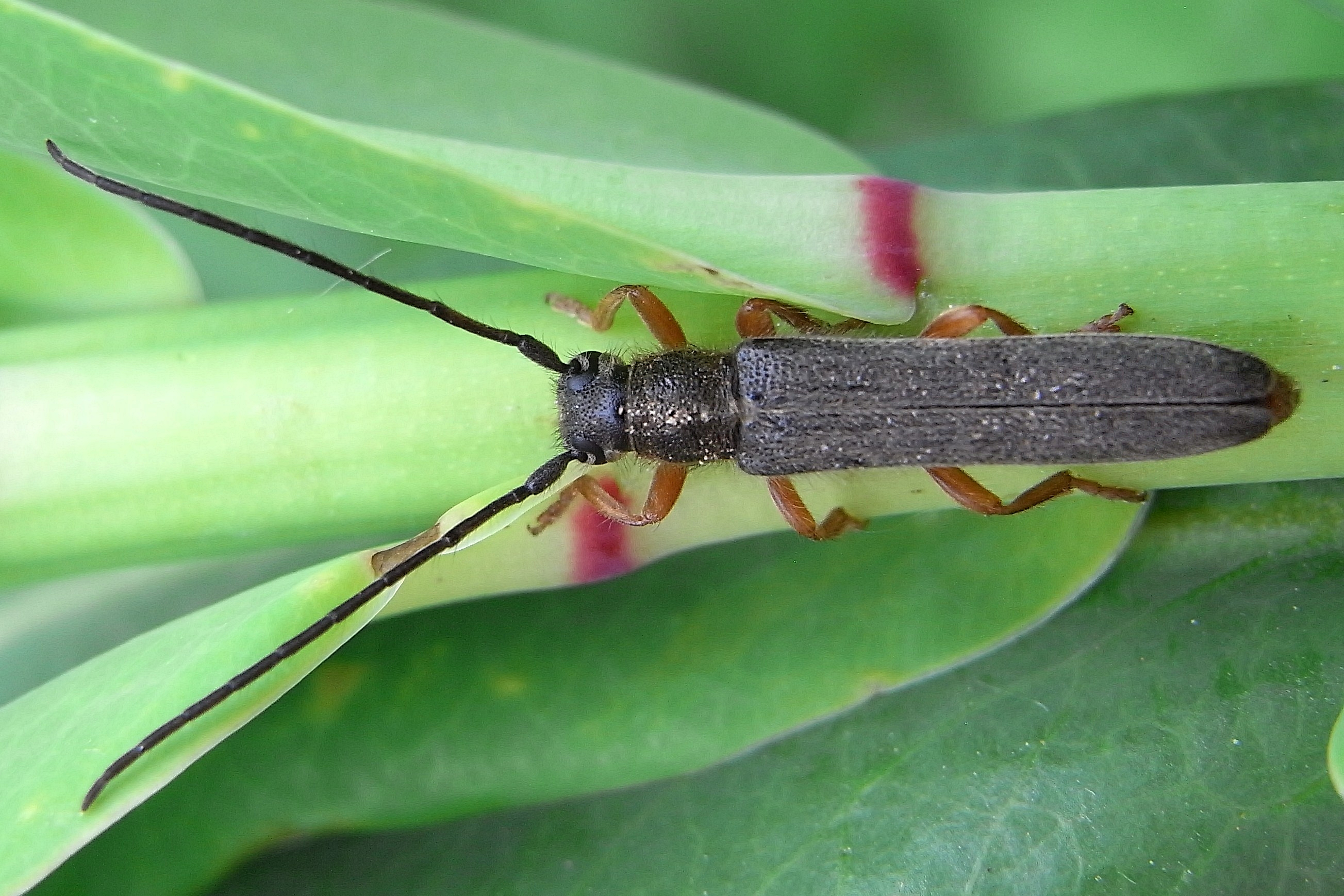